# Лузий Квиет
Вижте пояснителната страница за други личности с името Квиет.
Лузий Квиет (на латински: Lusius Quietus) е политик и генерал на Римската империя и през 117 г. управител на римската провинция Юдея.
Лузий Квиет е северноафрикански берберски принц от мавритански произход. По времето на Домициан той ръководи коннически отряд на неговото племе в римска служба и е уволнен. По време на Дакийските войни (104 – 106) на император Траян той е комадир на конници в Помощната войска.
Заради военните му качества и успехите му в Дакия той става сенатор. В партската война през 115 – 116 г., Квиет е един от важните генерли на Траян. Потушава през 117 г. по заповед на Траян въстанието на еврейските жители в Месопотамия, така наречения Вавилонски бунт. Квиет е награден за потушаването на въстанието със суфектконсулат.
Трян изпраща в Юдея X Железен легион и III Киренайски легион и Лузий Квиет става управител, Legatus Augusti pro praetore на провинцията с ранг на консул.
Денят на свършването на службата на Квиет, 12. Adar (февруари 118?), става полупразник в еврейския календар („Траяновден“, Jom Tirjanus).
Наследникът на Траян император Адриан го обвинява в предателство през 118 г. заедно с други три консула, които са приближени на Траян, и го екзекутира.
Лузий Квиет с кавалерията му е изобраезен на Траяновата колона.